# Heksanitrostilben
Heksanitrostilben (HNS), takođe nazvan JD-X, je organsko jedinjenje, koje sadrži 14 atoma ugljenika i ima molekulsku masu od 450,230  sa formulom (O2N)3C6H2CH. To je žuto-narandžasta čvrsta supstanca. Koristi se kao brizantni eksploziv otporan na toplotu. Slabo je rastvorljiv (0,1-5 g/100 mL) u butirolaktonu, DMF-u, DMSO-u i N-metilpirolidonu.
HNS je termički stabilan eksploziv, otporan na visoke i niske temperature. Posebno korisno za peskarenje u veoma vrućim naftnim naslagama. HNS je manje potentan od heksogena (RDX), ali ima visoku tačku topljenja od približno 320 °C.

## Istorija
Prvi izveštaj o HNS-u objavili su 1912. Rajh i saradnici, međutim, posle 50 godina pokazalo se da je opisano jedinjenje sa t.t. 211 °C je 2,2',4,4',6,6'-heksanitrodibenzil (GNDB), a pravi HNS je prvi put dobijen u Noval Advance Laboratoriji i imao je t.t. 317 °C.

## Osobine
| Osobina                  | Vrednost |
| ------------------------ | -------- |
| Broj akceptora vodonika  | 12       |
| Broj donora vodonika     | 0        |
| Broj rotacionih veza     | 8        |
| Particioni koeficijent ( | 3,2      |
| Rastvorljivost (logS, log(mol/L))       | -9,8     |
| Polarna površina (PSA, Å2)  | 274,9    |

## Proizvodnja i upotreba
Dobija se oksidacijom trinitrotoluena (TNT) sa rastvorom natrijum hipohlorita. HNS se može pohvaliti većom neosetljivošću na toplotu od TNT-a, a kao i TNT je neosetljiv na udar. Prilikom livenja TNT-a, HNS se dodaje u količini od 0,5% da bi se formirali nepravilni mikrokristali unutar TNT-a, koji sprečavaju pucanje. Zbog svoje neosetljivosti, ali visokih eksplozivnih svojstava, HNS se koristi u svemirskim misijama. Bio je to glavno eksplozivno punjenje u seizmičkom izvoru koji je stvarao kanistere minobacačke municije korišćene kao deo aktivnih seizmičkih eksperimenata Apolo Lunar.
Njegova toplota detonacije je 4 kJ/g.
Razvila ga je Ketrin Grov Šip u Laboratoriji za ratno oružje SAD 1960-ih i od tada je unapređen.

## Karakteristike
- Svetlo žuti ortorombni kristali.
- Slabo rastvorljiv u acetonu, metil etil ketonu, 100% sirćetnoj kiselini, dimetilformamidu (DMF)
- Umereno rastvorljiv u dimetil sulfoksidu (DMSO)
- Može se sastojati od rekristalizovane HNO3, acetona, dimetilformamida ili nitrobenzena.
- HNS je širok raspon temperaturnih uslova (od -200 °C do +250 °C) i stoga se koristi kao eksploziv u svemirskim aplikacijama kao što su zavrtnji za sečenje itd.
- Može da izdrži 17 dana na izuzetno visokoj temperaturi od 110 °C.

## Literatura
- Clayden, Jonathan; Greeves, Nick; Warren, Stuart; Wothers, Peter (2001). Organic Chemistry (I изд.). Oxford University Press. ISBN 978-0-19-850346-0.
- Smith, Michael B.; March, Jerry (2007). Advanced Organic Chemistry: Reactions, Mechanisms, and Structure (6th изд.). New York: Wiley-Interscience. ISBN 0-471-72091-7.
- Katritzky A.R.; Pozharskii A.F. (2000). Handbook of Heterocyclic Chemistry (Second изд.). Academic Press. ISBN 0080429882.